# Chersotis bardana
Chersotis bardana är en fjärilsart som beskrevs av Freyer 1845. Chersotis bardana ingår i släktet Chersotis och familjen nattflyn. Inga underarter finns listade i Catalogue of Life.